# Château de Montgaillard (Tarn)
Pour l’article homonyme, voir Château de Montgaillard.
Le château de Montgaillard est un château situé à Montgaillard, dans le Tarn (France).

## Historique
Le château de Montgaillard aurait été construit à partir du XIIe siècle, ce dont témoigne le petit donjon rond, qui date de cette époque, et a ensuite servi de pigeonnier. De nombreux remaniements ont lieu au cours des siècles, puisque la tour carrée est édifiée au XIVe siècle, et que le logis central remonte au XVIIIe siècle.
Il a ensuite été restauré dans la seconde moitié du XXe siècle.

## Architecture
Vu du ciel, le château de Montgaillard donne une impression d'homogénéité, avec sa longue toiture en tuiles. Néanmoins, c'est en réalité un ensemble très hétérogène de bâtiments et de plusieurs époques, agencé selon l'axe nord-est/sud-ouest.
La partie centrale, rectangulaire, est en brique sur deux étages, avec sept travées symétriques et est flanquée de la tour carrée en son angle nord-est. Elle est prolongée au nord par une halle couverte, et au sud par des communs enduits de blanc, puis par un autre logis en briques et moellons, flanqué au sud par le donjon rond. Ce second logis s'élève sur trois étages, dont un sous combles, et est animée par de fins bandeaux à chaque étage. La date de 1473 est inscrite sur un linteau de porte.